# Mount Churchill
A Mount Churchill az alaszkai Saint Elias hegységben található rétegvulkán, az Amerikai Egyesült Államok negyedik legmagasabb tűzhányója. Az Alaszka keleti részén, a kanadai határához közel fekvő hegyet állandóan hó és jég borítja.
A Mount Churchillt először 1951-ben mászták meg, akkor még nem volt külön neve, a szomszédos Mount Bona-hoz tartozónak tekintették.
Az alaszkai törvényhozó testület 1965-ben nevezte el a hegyet Winston Churchill-ről.

## Vulkáni kitörések
Nem sok feljegyzés található a Mount Churchill kitöréseiről. Feltehetően kétezer évvel ezelőtt történtek hatalmas kitörések, melyet a ma is észlelhető nagy kiterjedésű hamuréteg igazol. Először 1883-ban fedezték fel a hegy egykori kitöréseiből eredő rendkívüli vulkáni hamut. A talajba ágyazódott hamuréteg össztérfogata meghaladja az 50 köbkilométert, mely 50-szer nagyobb, mint a Mount Saint Helens 1980-as kitörésekor keletkezett hamumennyiség. Az alaszkai autópálya (Alaska Highway) több szakaszán is látható az útbevágásokban a felszín közeli, néhol a 60 cm vastagságot is elérő hamuréteg.
A White River Ash nevű képződmény is a Mount Churchill kitöréseiből származó hamuréteg, mely 2000 év alatt halmozódott fel. Ennek a tefra lerakodásnak a kiterjedése nagyobb mint 340 000 km², és befedi Kelet-Alaszkát és Északnyugat-Kanadát. A légi felvételek nyomán felfedeztek egy 4,2 x 2,7 km kiterjedésű jéggel töltött elliptikus kalderát, mely a korábbi kataklizmák során alakult ki.